# Burg Vikštejn
Die Ruine der Burg Vikštejn (deutsch Burg Wigstein) befindet sich auf dem Gemeindegebiet von Vítkov im Okres Opava in der Region Mährisch-Schlesien in Tschechien. Sie liegt 20 Kilometer südwestlich von Opava.

## Geschichte
Die Burg Vikštejn liegt auf einem Fels oberhalb der Mohra. Sie sollte den Weg nach Troppau überwachen und wurde vermutlich in der zweiten Hälfte des 13. Jahrhunderts zusammen mit Wigstadtl von Witek von Krawarn (Vítek z Kravař) errichtet. Erstmals urkundlich erwähnt wurde sie 1377 bei der Teilung des Herzogtums Troppau. 1461 übergab Herzog Ernst von Troppau die Burg dem Budiwoj von Morawitz (Budivoj z Moravice). Fünf Jahre später wurde sie vom böhmischen König Georg von Podiebrad konfisziert und seinem Hauptmann Heinrich Birka von Nassiedel (Hynek Bírka z Násíle) übergeben. Während des Böhmisch-ungarischen Krieges wurde die Burg Vikštejn 1474 von Matthias Corvinus zerstört. Unter Jan Plankner von Kinsberg (Planknarové z Kynšperka) wurde sie ab 1525 im Stil der Renaissance umgebaut. Ab dem Ende des 16. Jahrhunderts war sie im Besitz der Oderský von Liderau (Oderský z Lidéřova). Während des Dreißigjährigen Krieges wurde die Burg 1626 von den Dänen unter General Mansfeld beschädigt und 1646 von den Kaiserlichen zerstört. Nach einer Restaurierung in der zweiten Hälfte des 17. Jahrhunderts diente sie unter dem neuen Besitzer Franz Karl Wipplar von Uschütz wirtschaftlichen Zwecken. Nach 1776 wurde sie verlassen und dem Verfall preisgegeben.